# Op hoop van beter
Op hoop van beter is een rijksmonument aan de Meentweg in Eemnes in de provincie Utrecht.
De naam van de langhuisboerderij komt uit de negentiende eeuw en is een verwijzing naar de veepest. De zuidzijde van het rieten zadeldak heeft een strook Hollandse dakpannen. Langs de gevel bevinden zich gemetselde vlechtingen. De inwendige houten constructie is verstevigd middels muurankers. In het midden van de gevel zijn twee schuifvensters. Alle vensters zijn Aan de rechterzijde van de voorgevel bevinden zich een opkamervenster en een kelderlicht met diefijzers. 